# Огнёвка (Республика Алтай)
О́гневка ― село в Усть-Коксинском районе, Республика Алтай, Россия. Административный центр Огнёвского сельского поселения.

## История
Год возникновения села — 1861-й. Основатели поселения ― представители известной в Верх-Уймоне фамилии Огневых. Возможно, село было основано раньше, так как в «Списке населённых мест Сибирского края», изданном в Новосибирске в 1928 году, зафиксировано, что в состав деревни Усть-Кокса входили выселки Башталинский, Кастахтинский, Власьевский и Огневский.

## География
Один из самых отдаленных уголков в Республике Алтай ― село Огневка ― располагается юго-восточнее районного центра Усть-Кокса. Село находится на берегу реки Катунь, по селу протекает приток Катуни ― река Огнёвочка.
Расстояние до
- районного центра Усть-Кокса ― 7 км.
- областного центра Горно-Алтайск ― 195 км.
- расстояние до Барнаула ― 543 км.
- расстояние до Бийска ― 531 км.

Уличная сеть
- в селе 10 улиц, 1 переулок и 1 проезд[5].

Ближайшие населённые пункты
- Берёзовка — 1,5 км, Кайтанак — 10 км, Мараловодка — 15 км, Сахсабай — 15 км.

Климат
Резко континентальный климат района сохраняется на данной территории из-за потоков воздуха, поступающих с юго-запада. Характеризуется пониженной зимней температурой (в среднем −23˚С), летом температура воздуха составляет около +15-20˚С.
Транспорт
Ежедневно ходит рейсовый автобус Усть-Кокса — Барнаул, есть ежедневное междугороднее сообщение с районным центром по автодороге Усть-Кокса - Огневка - Мараловодка. На автомобиле до села Огнёвка можно проехать из Шебалинского района по дороге, идущей от села Черга до Чуйского тракта, а затем по автодороге Бийск — Белокуриха.

## Население
| 2010 | 2011 | 2012 | 2013 | 2014 | 2015 | 2016 |
| ---- | ---- | ---- | ---- | ---- | ---- | ---- |
| 644  | ↗645 | ↗667 | ↘663 | ↘655 | ↘643 | ↘634 |

В 2018 году в Огнёвке проживало 710 человек (Постановление № 82 от 28 октября 2016 г. «Огневского сельского поселения» Прогноз социально-экономического развития муниципального образования на 2017-2019 годы).

## Инфраструктура
Недалеко от села работает несколько крупных мараловодческих хозяйств, сельскохозяйственный кооператив СПК «Кайтанак» (разведение скота, пчеловодство). Мёд, собранный в Горном Алтае, считается самым целебным — пчёлы собирают его более чем с сорока медоносов в экологически чистой среде. Большинство пасек готовы предоставить к услугам путешественников гостевые дома и бани.

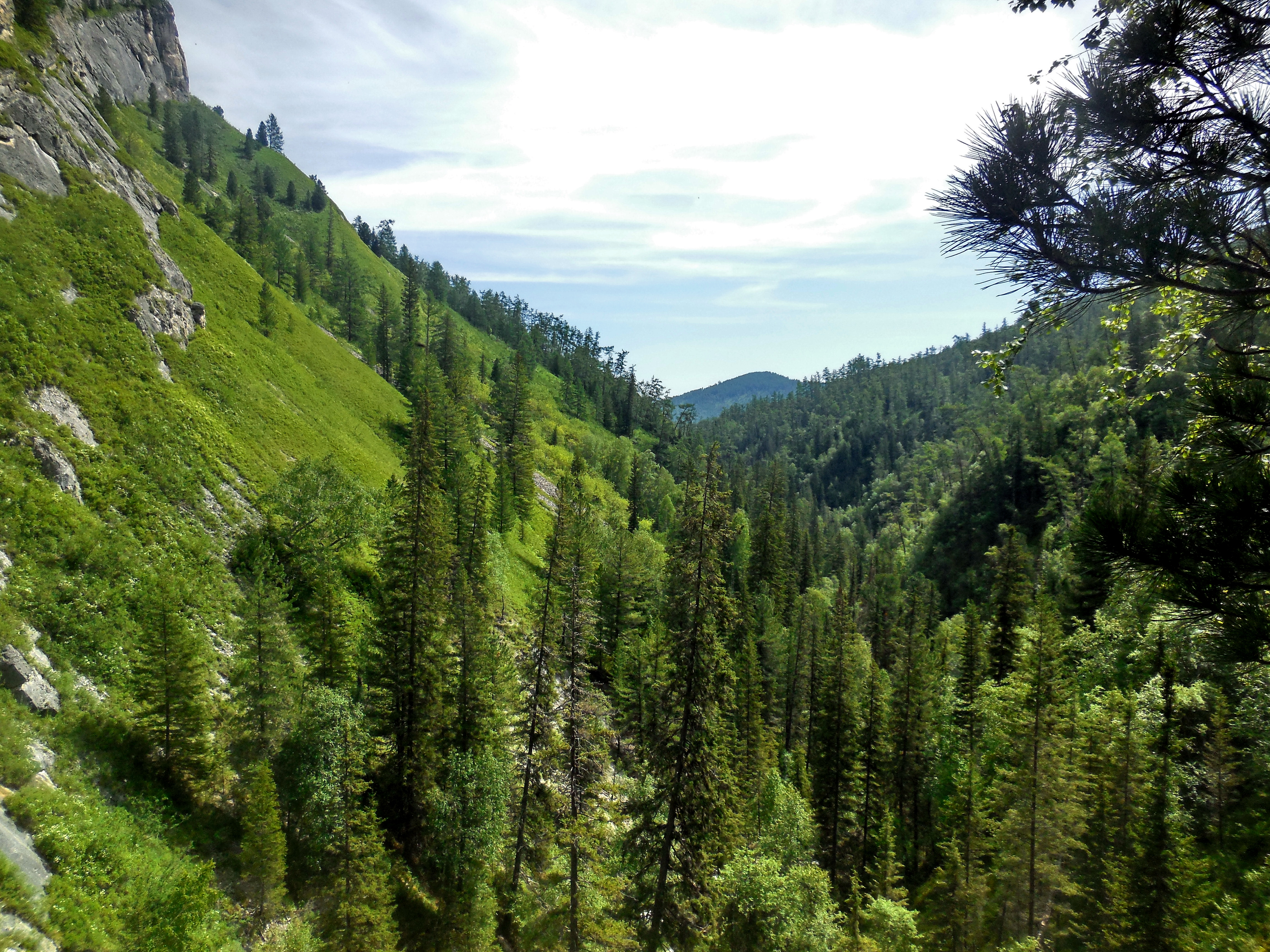
Горный Алтай, Усть-Коксинский район.

В 2018 году в Огнёвке проживало 710 человек (Постановление № 82 от 28 октября 2016 г. «Огневского сельского поселения» Прогноз социально-экономического развития муниципального образования на2017-2019 годы). В селе работает детский сад «Колобок», муниципальное бюджетное общеобразовательное учреждение «Огнёвская средняя общеобразовательная школа». Дата создания школы ― 01.10.1975 год. На базе школы открыт спортивный клуб «Олимпиец», обеспечивающий дополнительное образование детей.
В селе работает Огнёвский сельский дом культуры, построен в 1967 году. С 1985 года работает кружок «Шахматы», есть бильярд, идут киносеансы, проходят тематические дискотеки, концерты и другие мероприятия. Приоритетными направлениями в работе клуба являются работа с детьми и молодежью.
Музеи
При огневской школе работает школьный краеведческий музей, руководитель ― Майманова Л. Н.

## Туризм
В окрестностях села находятся отличные места для пешего туризма летом и лыжного ― зимой (I ― IV категорий сложности). По участку реки Катунь возле села Огнёвка проходит рафтинг на катамаранах и лодках..